# Knut Erik Sundquist
Knut Erik Sundquist (Tromsø 23 oktober 1961) is een Noors contrabas-speler. Sundquist beheerst meerdere genres, zoals klassieke muziek en jazz, en is beroepsmusicus bij de fanfare van het Noorse leger in Nord-Norge (Forsvarets Musikkorps Nord-Norge).
Hij heeft gespeeld bij het Bergen filharmoniske orkester (1986-89) en treedt nu regelmatig op met Det Norske Kammerorkester, Norsk Barokkorkester, het Ensemble Modern te Frankfurt am Main, het Mahler Chamber Orchestra te Berlijn en het Lucern Festival Orchestra. Vanaf 2002 maakt hij deel uit van het ensemble "Musikk i Nordland" van Arvid Engegård.
Sundquist is ook actief (geweest) met kleinere groepen zoals het "Midnight sun trio" van Susanne Lundeng. Verder heeft hij met Martha Argerich, Claudio Abbado en  Leif Ove Andsnes (piano) een wereldtournee gemaakt in 2005 en is hij door "Musikk i Finnmark" geëngageerd geweest om op een tangotournee met Live Weider Ellefsen (piano), Anna Rostrup (klarinet) en Per Arne Glorvigen (bandoneon) te gaan.
Hij ontving in 2006 de Nordlysprisen, speelde op het kamermuziekfestival te Charlottesville, trad op met Ola Bremnes tijdens de Festspillene i Nord-Norge, en tijdens de "Nordland Musikkfestuke" (Muziekfeestweek in Nordland) met de pianist Steinar Pedersen.